# Alinea餐厅
Alinea餐厅是美国芝加哥的一家餐厅，以分子料理为特色。其在2010年获得《米其林指南》三星级评级。截至2022年，Alinea餐厅是芝加哥唯一一家维持米其林三星评级的餐厅。

## 概述
Alinea餐厅于2005年开业，使用段落符号“¶”（拉丁語：a lineā）作为餐厅标志。餐厅位于芝加哥林肯公园附近，外部没有明显标志。2010年评为米其林三星餐厅。
餐厅主厨 Grant Achatz 来自密西根州，毕业自美國烹飪學院，后在加州米其林三星法国洗衣房餐厅担任一线厨师。2001年来到芝加哥附近埃文斯顿的Trio餐厅担任行政主廚，2005年与Nick Kokonas一起开设了Alinea餐厅。其以创新各类富有想象力的分子料理为特色。